# London Bridge Is Falling Down
«Лондонский мост падает» (англ. «London Bridge Is Falling Down») — известный с 1744 года народный детский стишок и песенная игра, разные версии которой встречаются во всем мире. В Индексе народных песен Рауда её номер — 502.

## Слова песни
Вариантов текста песни множество. Самый популярный из них — этот:
London Bridge is falling down,

Falling down, falling down.

London Bridge is falling down,

My fair lady.
В версии, процитированной Ионой и Питером Опи в 1951, полный текст выглядит так:
London Bridge is broken down,

Falling down, falling down.

London Bridge is falling down,

My fair lady.

Build it up with wood and clay,

Wood and clay, wood and clay,

Build it up with wood and clay,

My fair lady.

Wood and clay will wash away,

Wash away, wash away,

Wood and clay will wash away,

My fair lady.

Build it up with bricks and mortar,

Bricks and mortar, bricks and mortar,

Build it up with bricks and mortar,

My fair lady.

Bricks and mortar will not stay,

Will not stay, will not stay,

Bricks and mortar will not stay,

My fair lady.

Build it up with iron and steel,

Iron and steel, iron and steel,

Build it up with iron and steel,

My fair lady.

Iron and steel will bend and bow,

Bend and bow, bend and bow,

Iron and steel will bend and bow,

My fair lady.

Build it up with silver and gold,

Silver and gold, silver and gold,

Build it up with silver and gold,

My fair lady.

Silver and gold will be stolen away,

Stolen away, stolen away,

Silver and gold will be stolen away,

My fair lady.

Set a man to watch all night,

Watch all night, watch all night,

Set a man to watch all night,

My fair lady.

Suppose the man should fall asleep,

Fall asleep, fall asleep,

Suppose the man should fall asleep?

My fair lady.

Give him a pipe to smoke all night,

Smoke all night, smoke all night,

Give him a pipe to smoke all night,

My fair lady.
Перевод:
Лондонский мост падает,

Падает, падает.

Лондонский мост падает,

Моя милая леди.

Построй его из древесины и глины,

Древесины и глины, древесины и глины,

Построй его из древесины и глины,

Моя милая леди.

Древесину и глину размоет водой,

Размоет водой, размоет водой,

Древесину и глину размоет водой,

Моя милая леди.

Построй его из кирпича и известки,

Кирпича и известки, кирпича и известки,

Построй его из кирпича и известки,

Моя милая леди.

Кирпич с известкой долго не простоят,

Не простоят, не простоят,

Кирпич с известкой долго не простоят,

Моя милая леди.

Построй его из железа и стали,

Железа и стали, железа и стали,

Построй его из железа и стали,

Моя милая леди.

Железо со сталью погнутся,

Погнутся, погнутся,

Железо со сталью погнутся.

Моя милая леди.

Построй его из серебра и золота,

Серебра и золота, серебра и золота,

Построй его из серебра и золота,

Моя милая леди!

Серебро и золото украдут,

Украдут, украдут,

Серебро и золото украдут,

Моя милая леди.

Поставьте человека караулить,

Караулить, караулить,

Поставьте человека караулить,

Моя милая леди.

Скорее всего, он уснет,

Он уснет, он уснет.

Скорее всего, он уснет,

Моя милая леди.

Дайте ему трубку, пусть он курит всю ночь,

Пусть он курит, пусть он курит всю ночь,

Дайте ему трубку, пусть он курит всю ночь,

Моя милая леди.